# Пен Сюйвей
Пен Сюйвей (15 січня 2003) — китайська плавчиня.
Призерка Азійських ігор 2018 року.